# Senior-Whitehead-Preis
Der Senior-Whitehead-Preis der London Mathematical Society (LMS), benannt zu Ehren von J. H. C. Whitehead, wird an ungeradzahligen Jahren an herausragende Mathematiker (in Lehre, Forschung oder Organisation) vergeben. Im Gegensatz zum Whitehead-Preis wird er an bereits etablierte Mathematiker vergeben. Die Preisträger müssen in Großbritannien wohnhaft sein und dürfen keine anderen LMS Preise erhalten haben.

## Preisträger
- 1974 John Frank Adams
- 1976 C. T. C. Wall
- 1978 Ioan James
- 1980 David George Kendall
- 1982 Erik Christopher Zeeman
- 1984 John Trevor Stuart
- 1987 Robert Alexander Rankin
- 1989 Ludwig Edward Fraenkel
- 1991 W. B. R. Lickorish
- 1993 Bryan Birch
- 1995 Colin J. Bushnell
- 1997 John Coates
- 1999 Michael J. D. Powell
- 2001 Derek W. Moore
- 2003 Peter Neumann
- 2005 Keith Moffatt
- 2007 Béla Bollobás
- 2009 Wladimir Gilelewitsch Masja (Mazya)
- 2011 Jonathan Pila
- 2013 Frances Kirwan
- 2015 Robert MacKay
- 2017 Peter Cameron
- 2019 Ben Green
- 2021 Tara Brendle
- 2023 Agata Smoktunowicz
- 2025 Leonid Pastur[1]